# Kongō Gumi
Kongō Gumi Co., Ltd. (株式会社金剛組, Kabushiki Gaisha Kongō Gumi) és l'empresa que més anys seguits ha estat funcionant al món, durant 1.400 anys des de la seva fundació. Amb seu a Osaka, aquesta empresa dedicada a la construcció té els seus orígens en l'any 578 quan el príncep Shotoku va dur membres de la família Kongō des de Baekje (a l'actual Corea del Sud) al Japó, per tal que construïssin el temple budista de Shitennō-ji, que encara avui existeix. Al llarg dels segles, Kongō Gumi va participar en la construcció de molts edificis famosos com ara el Castell d'Osaka (segle xvi) o Hōryū-ji a Nara.
Un pergamí de 3 metres del segle xvii mostra les 40 generacions de la família des de l'inici de l'empresa. Com passa en moltes famílies japoneses distingides, els fills polítics acostumen a ingressar al clan familiar i adopten el cognom Kongō. Així, a través dels anys, la línia familiat ha continuat ja sigui a través d'un fill o d'una filla.
L'empresa va passar per temps difícils i finalment va haver de fer liquidació el gener de 2006. Els seus actius van ser adquirits per Takamatsu Corporation. Abans de la liquidació, tenia 100 treballadors i una facturació anual de 7.500 milions de iens (aproximadament uns 56 milions d'euros) el 2005, i s'havien especialitzat en la construcció de temples budistes. L'últim president de la companyia va ser Masakazu Kongō, el 40è. Kongō que liderava la firma. Al desembre de 2006, Kongō Gumi continuava operant com una filial 100% propietat de Takamatsu.